# Gros-Chastang
 Gros-Chastang  là một xã thuộc tỉnh Corrèze trong vùng Nouvelle-Aquitaine miền trung Pháp.